# Русский институт университетских знаний
Русский институт университетских знаний (латыш. Krievu universitātes zinātņu institūts; до 1930 года — Русские университетские курсы (Krievu universitātes kursi)) — частное высшее учебное заведение, работавшее в Латвии на русском языке до 1937 года.

## История
Предтечей РИУЗ был Русский народный университет, основанный осенью 1920 года под руководством Владимира Александровича Преснякова (1883—1961). Поскольку он не был рассчитан на предоставление студентам полноценного высшего образования и часть профессуры расходилась во взглядах с основателем, она основала в 1921 году Русские университетские курсы (РУК). Их возглавил профессор К. И. Арабажин. При регистрации руководство курсов специально уведомило Русский отдел Министерства образования, что это отличающееся от Русского народного университета учебное заведение.
В создании курсов приняли участие философ М. Д. Вайнтроб, юристы М. Я. Лазерсон, В. М. Грибовский, инженер-электрик И. В. Гольдштейн, биолог Г. И. Тупицын, академик живописи Н. П. Богданов-Бельский. Курсы были зарегистрированы 22 сентября 1921 года, торжественное открытие состоялось в Доме Черноголовых 16 октября.
Программа курсов предусматривала получение студентами высшего образования на факультетах (отделениях): юридическом, историко-филологическом, педагогическом, коммерческо-экономическом. За образец был взят Санкт-Петербургский психоневрологический институт, хотя уже в 1923 году стало ясно, что возможности рижского учебного заведения гораздо скромнее. Срок обучения на всех факультетах, кроме педагогического, составлял 4 года.
Во главе университетских курсов стояло правление, избираемое на три года и состоявшее из представителей факультетов и педагогического отделения, а также из профессоров. Во главе правления стоял ректор, избиравшийся сначала на три года, затем на пять лет. В первый состав правления Русских университетских курсов входили приват-доцент Марк Вайнтроб, ученый секретарь — профессор Максим Лазерсон, казначей — Иосиф Гольдштейн, профессор Вячеслав Грибовский и академик Николай Богданов-Бельский. В 1922 году к правлению присоединился Геннадий Тупицын, который в 1923 году вышел из его состава вместе с Гольдштейном, а на их место пришли историк Георгий Князев, классический филолог Вячеслав Алексеев и инженер Михаил Беггров. В начале 1929 года в правление вошли профессор-экономист Николай Кохановский, инженер Николай Вестерман и коммерческий инженер Сергей Михайлов. Руководителями курсов были: Константин Иванович Арабажин и Николай Петрович Попов.
Курсы расположились в помещениях гимназии Эдуарда и Эммелины Залеман на улице Александровской, 38 (по теперешней нумерации — Бривибас, 70).
Занятия велись по дореволюционным программам российских вузов с добавлением изучения латышского языка, истории, географии и государственного строя Латвии. Однако по закону начала 1920-х годов образование частных высших учебных заведений нацменьшинств не допускалось, поэтому РУК действовали в статусе, представляющем собой нечто среднее между школой и народным университетом, по закону 1922 года «О народных высших школах». Они отчитывались перед Русским отделом Минобразования наравне с русскими школами и получал софинансирование от государства и рижского самоуправления.
Диплом РУК не был равноценен дипломам государственных вузов, но в 1920-е гг. выпускники педагогического отделения получали право преподавать в русских школах.
В 1925 году Сейм Латвии принял постановление «О частных учебных заведениях», позволяющее РУК приобрести статус вуза, соответствующие перемены произошли только в 1930 году после реорганизации РУК в РИУЗ. Хотя и тогда частные вузы Латвии не давали выпускникам таких же прав, как государственные, при устройстве на работу и в государственные учреждения. Из-за недостаточности финансирования зарплаты преподавателей в РУК были кратно меньше, чем в ЛУ.
Решение о закрытии принято в 1936 г., институт прекратил деятельность осенью 1937 г.
РИУЗ обладал меньшей автономией, чем немецкоязычный Институт Гердера, в частности, в отношении назначения преподавателей. Студенты РИУЗ получали те же льготы в отношении призыва на военную службу, что и другие студенты. Число студентов достигало 103 человек.

## Выпускники
- Семёнова, Мария Фоминична — автор сравнительной грамматики латышского и русского языка, член Терминологической комиссии АН Латвийской ССР, доцент филологического факультета Латвийского государственного университета[4].

## Местонахождение
- 1921—1931: гимназия Эдуарда и Эммелины Залеман на улице Александровской, 38 (по теперешней нумерации — Бривибас, 70).
- 17 июня 1931 — август 1932: гимназия Л. И. Тайловой на ул. Антонияс, 13.
- сентябрь 1932 — осень 1933 года: Рижская русская городская гимназия, ул. Лачплеша, 108.
- осень 1933—1937: Русская основная школа, ул. Грециниеку, 28 (в вечернее время)[5].